# Beautiful Trauma
Beautiful Trauma – siódmy album studyjny amerykańskiej piosenkarki Pink. Został wydany 13 października 2017 roku przez wytwórnię RCA. Pierwszym utworem promującym płytę został utwór „What About Us”. Album osiągnął szczyty notowań w większości krajów na świecie. W Stanach Zjednoczonych w pierwszym tygodniu od premiery album rozszedł się w 408 000 egzemplarzy, co było najlepszym żeńskim wynikiem od czasu wydania albumu Beyoncé Lemonade. W ramach promocji albumu odbyła się trasa koncertowa Beautiful Trauma World Tour obejmująca Amerykę Północną, Australię, Nową Zelandię oraz Europę.

## Lista utworów
| Nr  | Tytuł utworu                  | Autorzy                                                              | Produkcja                 | Długość |
| --- | ----------------------------- | -------------------------------------------------------------------- | ------------------------- | ------- |
| 1.  | „Beautiful Trauma”            | Alecia Moore, Jack Antonoff                                          | Antonoff                  | 4:10    |
| 2.  | „Revenge (featuring Eminem)”  | Moore, Marshall Mathers, Max Martin, Shellback                       | Shellback, Martin         | 3:46    |
| 3.  | „Whatever You Want”           | Moore, Martin, Shellback                                             | Shellback, Martin         | 4:02    |
| 4.  | „What About Us”               | Moore, Johnny McDaid, Steve McCutcheon                               | Steve Mac                 | 4:29    |
| 5.  | „But We Lost It”              | Moore, Greg Kurstin                                                  | Kurstin                   | 3:27    |
| 6.  | „Barbies”                     | Moore, Julia Michaels, Ross Golan, Jakob Jerlström, Ludvig Söderberg | The Struts, Golan         | 3:43    |
| 7.  | „Where We Go”                 | Moore, Kurstin                                                       | Kurstin                   | 4:27    |
| 8.  | „For Now”                     | Moore, Michaels, Mattias Larsson, Robin Fredriksson, Martin          | Mattman & Robin           | 3:36    |
| 9.  | „Secrets”                     | Moore, Martin, Shellback, Oscar Holter                               | Shellback, Martin, Holter | 3:30    |
| 10. | „Better Life”                 | Moore, Antonoff, Sam Dew                                             | Antonoff                  | 3:20    |
| 11. | „I Am Here”                   | Moore, Billy Mann, Christian Medice                                  | Mann, Medice              | 4:06    |
| 12. | „Wild Hearts Can't Be Broken” | Moore, Michael Busbee                                                | busbee                    | 3:21    |
| 13. | „You Get My Love”             | Moore, Tobias Jesso Jr.                                              | Pink, Jesso Jr.           | 5:11    |
|     |                               |                                                                      |                           | 51:08   |

## Notowania i certyfikaty
| Lista przebojów (2017)                 | Najwyższa pozycja |
| -------------------------------------- | ----------------- |
| Australia (ARIA Charts)                | 1                 |
| Austria (Ö3 Austria Top 40)            | 1                 |
| Belgia (Ultratop 200 Albums, Flandria) | 1                 |
| Belgia (Ultratop 200 Albums, Walonia)  | 2                 |
| Czechy (ČNS IFPI)                      | 1                 |
| Dania (Hitlisten)                      | 5                 |
| Finlandia (Suomen virallinen lista)    | 4                 |
| Francja (SNEP)                         | 1                 |
| Hiszpania (PROMUSICAE)                 | 4                 |
| Holandia (MegaCharts)                  | 1                 |
| Irlandia (IRMA)                        | 1                 |
| Japonia (Oricon)                       | 28                |
| Kanada (Billboard Canadian Albums)     | 1                 |
| Niemcy (GfK Entertainment)             | 2                 |
| Norwegia (VG-Lista)                    | 2                 |
| Nowa Zelandia (Recorded Music NZ)      | 1                 |
| Polska (OLiS)                          | 6                 |
| Portugalia (AFP)                       | 5                 |
| Szwajcaria (Alben Top 100)             | 1                 |
| Szwecja (Sverigetopplistan)            | 4                 |
| USA (Billboard 200)                    | 1                 |
| Węgry (MAHASZ)                         | 4                 |
| Wielka Brytania (UK Albums Chart)      | 1                 |
| Włochy (FIMI)                          | 5                 |

| Kraj                          | Certyfikat         | Sprzedaż   |
| ----------------------------- | ------------------ | ---------- |
| Australia (ARIA)              | 4× platynowa płyta | 280 000+   |
| Austria (IFPI Austria)        | złota płyta        | 7 500+     |
| Dania (IFPI Denmark)          | złota płyta        | 10 000+    |
| Francja (SNEP)                | platynowa płyta    | 100 000+   |
| Holandia (NVPI)               | platynowa płyta    | 40 000+    |
| Kanada (Music Canada)         | 2× platynowa płyta | 160 000+   |
| Nowa Zelandia (RMNZ)          | 2x platynowa płyta | 30 000+    |
| Niemcy (BVMI)                 | platynowa płyta    | 200 000+   |
| Norwegia (IFPI Norway)        | platynowa płyta    | 20 000+    |
| Polska (ZPAV)                 | platynowa płyta    | 20 000+    |
| Rosja (NFPF)                  | 2x platynowa płyta | 40 000+    |
| Stany Zjednoczone (RIAA)      | platynowa płyta    | 1 000 000+ |
| Szwajcaria (IFPI Switzerland) | platynowa płyta    | 20 000+    |
| Wielka Brytania (BPI)         | platynowa płyta    | 516 000+   |